# トゥーゲントハット (小惑星)
トゥーゲントハット (8343 Tugendhat) は、小惑星帯の小惑星の一つ。アントニーン・ムルコスがクレチ天文台で発見した。
ミース・ファン・デル・ローエの代表作のひとつである、チェコのトゥーゲントハット邸に因んで、2001年3月に命名された。トゥーゲントハット邸が世界遺産に登録される9ヶ月あまり前のことである。